# Леонидион
Леони́дион (греч. Λεωνίδιον ή Λεωνίδιο) — малый город в Греции. Расположен на высоте 66 метров над уровнем моря, в 3 километрах к западу от побережья залива Арголикоса Эгейского моря у подножия горы Парнон. Находится в восточной части полуострова Пелопоннеса, в 118 километрах к юго-западу от Афин. Является административным центром общины (дима) Нотия-Кинурия в периферийной единице Аркадии в периферии Пелопоннес. Население 3761 житель по переписи 2011 года.
Название получил от церкви Айос-Леонидас (Святого Леонида). Традиционное поселение. В деревне проживают цаконы — потомки древних спартанцев, говорящие на цаконском языке.

## История
На этом месте находился древний город Прасии.
Основан после 1826 года, когда в ходе Греческой революции турецкая армия под командованием Ибрагим-паши разрушила Прастос, центр Кинурии. В 1845 году Леонидион стал центром Кинурии. В 1912 году создано сообщество Леонидион.

## Сообщество Леонидион
В общинное сообщество Леонидион входит деревня Воскина и монастырь Карьяс. Население 3826 жителей по переписи 2011 года. Площадь 102,667 квадратного километра.
| Наименование     | Население (2011), человек |
| ---------------- | ------------------------- |
| Воскина          | 63                        |
| Леонидион        | 3761                      |
| Монастырь Карьяс | 2                         |

## Население
| Год  | Население, человек |
| ---- | ------------------ |
| 1991 | 3526               |
| 2001 | 3165               |
| 2011 | ↗ 3761             |